# Historia legionense

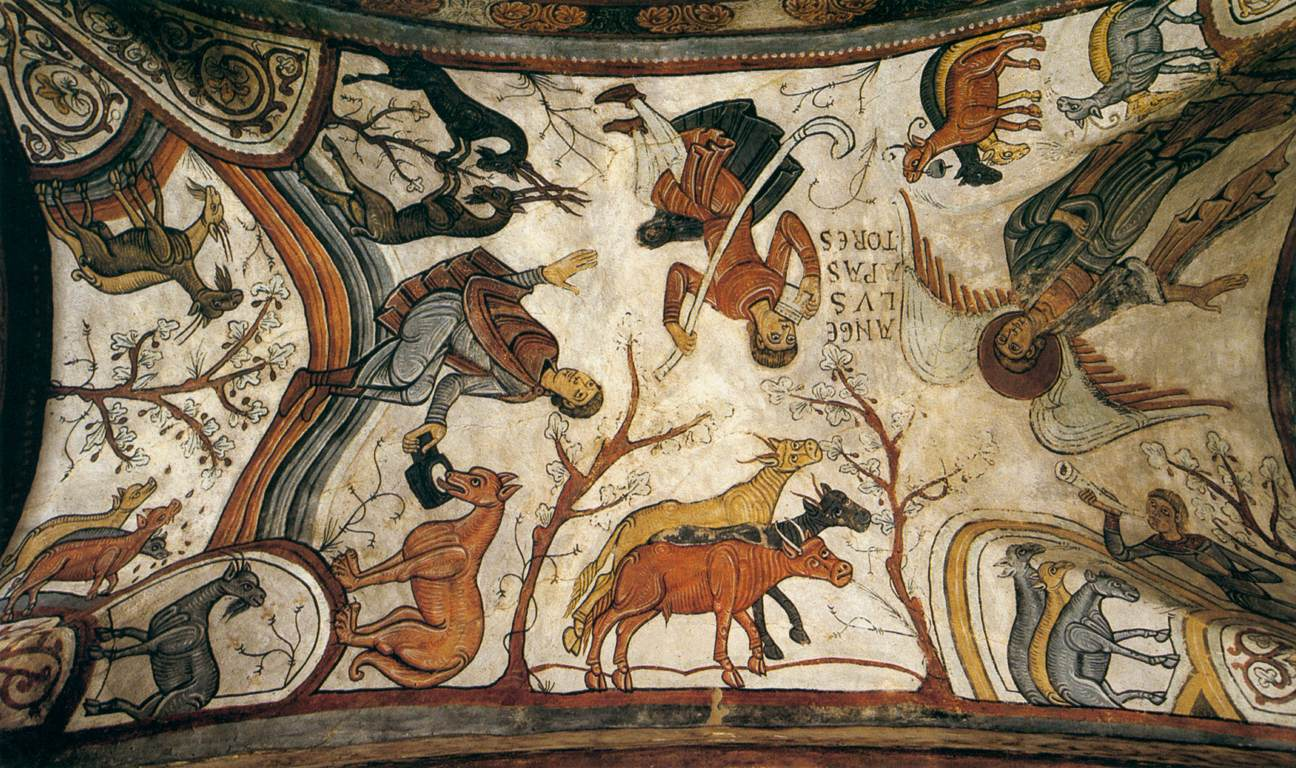
Anunciación de los pastores, fresco del siglo XII del panteón de la colegiata de San Isidoro de León, donde pudo escribirse la Historia legionense.

La llamada Historia silense o Crónica silense, más propiamente Historia legionense (Historia legionensis), es una biografía inconclusa de Alfonso VI de León escrita en latín en el primer tercio del siglo XII en la que se encuentran sobre todo los antecedentes del monarca con una concepción goticista de la historia, esto es, la idea de continuidad política en los reinos cristianos con una patria visigótica perdida tras la invasión musulmana.

Huic [Adefonsus] vero in regnum Yspanorum ampliando, in barbaros exercendisque bellis quanta animositas fuerit, provincias ab eorum sacrilegis manibus retractas et in Christi fidem conversas singilatim enumerando, [...] profabor. 'Diré cuánta decisión hubo [en Alfonso] para acrecentar el reino de España y luchar contra los bárbaros, enumerando cada una de las provincias arrancadas de sus sacrílegas manos y devueltas a la fe de Cristo'.
Historia legionense

En palabras de Georges Martin, que aduce este pasaje para ejemplificar la idea: 

En su momento —bajo el reinado, aludido al principio de la obra, del primer emperador hispano, Alfonso VI—, estas provinciae serán, en la Historia legionensis, las que conformarán el regnum Yspanorum, legado de los Yspani o Yspanici reges, tanto visigodos como postvisigóticos —o mejor dicho [...] neovisigóticos—, constitutivo de la patria que los reyes cristianos posteriores al cataclismo islámico tienen por misión recuperar. El sistema toponímico formado por Hispania y sus provinciae conlleva pues una definición territorial y unitaria de la pretensión imperial de Alfonso VI.

El relato biográfico de Alfonso VI queda interrumpido justo en el momento de su acceso al trono de León y Castilla, tras dos extensas digresiones genealógicas que explican su ascendencia paterna de reyes de Pamplona y condes de Castilla, y materna de reyes asturianos.  Entre sus materiales se inserta una versión completa de la Crónica de Sampiro.
Se ha transmitido en único códice, de la segunda mitad del siglo XV, en los folios 1-59 del manuscrito 1181 (MSS/1181) de la Biblioteca Nacional de España. Aunque existen otras copias, una de hacia 1490, todas dependen del mss. 1181.

## Autoría, datación, localización y caracterización
Georges Martin propuso (2012) que su autor fue Ordoño Sisnándiz. Otros autores aducidos han sido Alón el Gramático, Pedro de León, Pelayo de Oviedo o Pelayo Tedóniz.

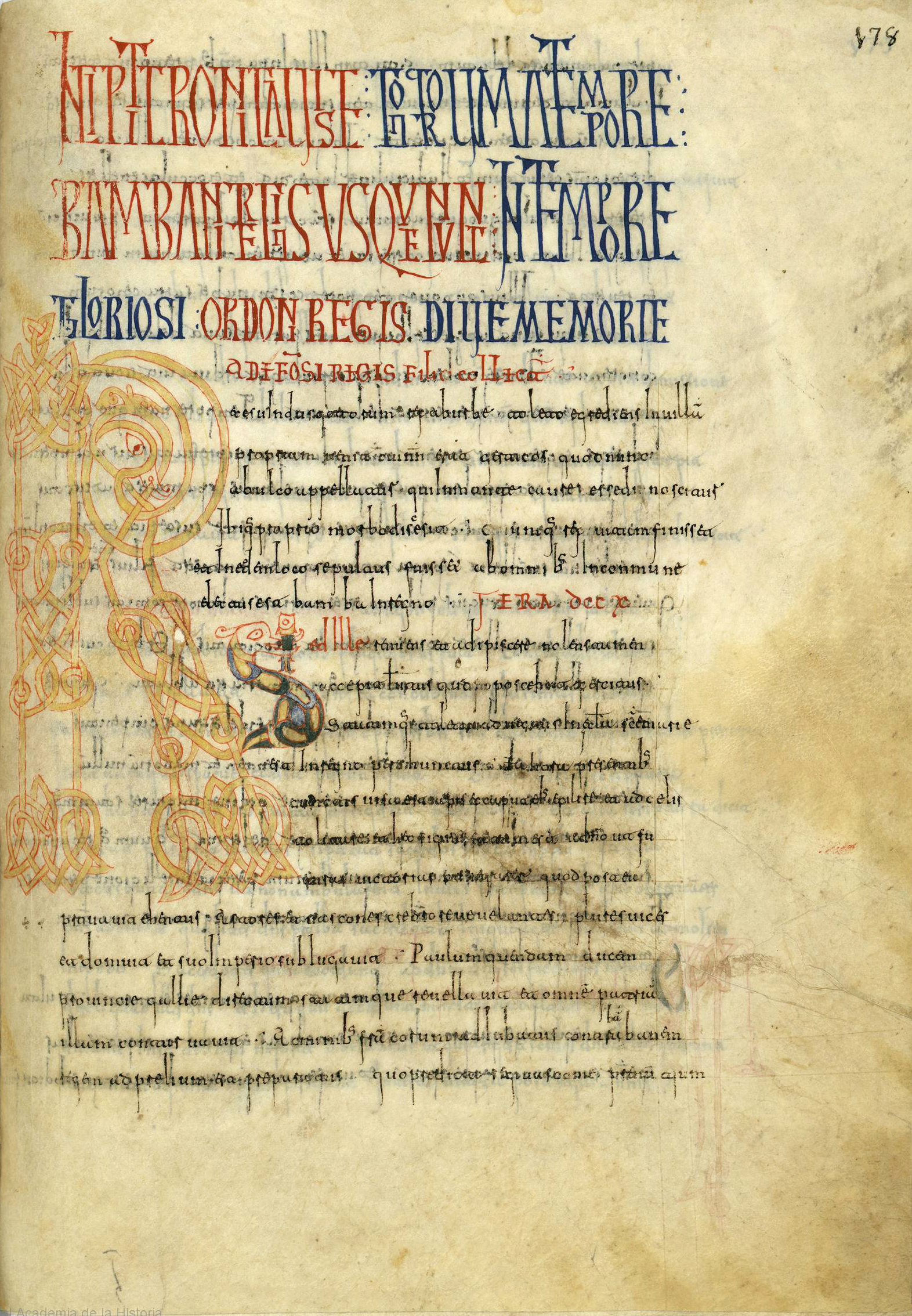
Comienzo de la Crónica de Alfonso III en su versión rotense. Códice de Roda, hacia 990, folio 178 recto. Es una de las fuentes de la Historia legionense.

Durante mucho tiempo se creyó que la crónica había sido escrita por un monje del monasterio de Santo Domingo de Silos (a unos 60 km al sur de la ciudad de Burgos), de ahí la denominación de «silense». En las primeras décadas del siglo XX algunos estudiosos sugirieron conexiones entre el supuesto monje silense y la colegiata de San Isidoro de León o el monasterio de Sahagún. En cualquier caso la inacabada biografía de Alfonso VI está redactada desde un ámbito leonés, y no silense, por lo que es más adecuada la denominación de Historia legionensis.
La crónica fue compuesta entre la muerte de Alfonso VI (1109) y los primeros años del reinado de Alfonso VII antes de su coronación como emperador en 1135, y en el reino de León, posiblemente en el entorno regio de la colegiata de San Isidoro, que aparece destacadamente en la crónica. A esta localización contribuye el tono de profesor de escuela catedralicia o monástica con que está escrita. La vinculación con Sahagún se explicaría no porque haya sido compuesta allí, sino porque de ese centro provienen las fuentes utilizadas por el autor, culto, a juzgar por la influencia de Ovidio, Eginardo y, sobre todo, de Salustio.
El texto es una crónica biográfica de Alfonso VI que desprende una ideología neogoticista con un enfoque más religioso que político. Pero el asunto principal es la descripción de las cualidades de Alfonso VI, si bien su biografía quedó interrumpida justo en el momento en que su personaje comienza a reinar, inmediatamente después de relatar su acceso al trono. En los propósitos expresados por el autor también hay una reflexión sobre el papel de la historiografía, aunque en rudimento; por ciertas digresiones moralizantes sobre el comportamiento de los reyes, la obra puede adscribirse, en cierto sentido, al género del espejo de príncipes, pero destinado a un receptor general y no a un gobernante concreto.

### Ediciones
- Francisco Berganza, «Historia del monge de Silos», en Antigüedades de España, tomo II, sección 2ª, Madrid, Francisco del Hierro, 1721, págs. 521-548. En línea en la Bayerische StaatsBibliothek digital, en la Biblioteca Virtual Sierra Pambley y en la Biblioteca Digital de Castilla y León.
- Enrique Flórez, «Chronicon del Monge Silense», en España Sagrada, vol. XVII, Madrid, Antonio Marín, 1763, págs. 264-330.
- Manuel Gómez-Moreno, Introducción a la Historia Silense con versión castellana de la misma y de la crónica de Sampiro, Madrid, Junta para Ampliación de Estudios e Investigaciones Científicas. Centro de Estudios Históricos; Sucesores de Rivadeneyra (Ensayos de Vulgarización Histórica, I), 1921. «Versión castellana», págs. LXIII-CXXVI.
- Francisco Santos Coco (ed. lit.), Historia silense, Madrid, Junta para Ampliación de Estudios e Investigaciones Científicas. Centro de Estudios Históricos; Sucesores de Rivadeneyra (Textos Latinos de la Edad Media Española, II), 1921.

### Estudios
- Historia legionensis (llamada silensis), en e-Spania, 14 de diciembre de 2012. Estudios sobre la Historia legionense, antes llamada silense.

- Datos: Q3383525
- Multimedia: Historia Silense / Q3383525